# Lukas Spendlhofer
Lukas Spendlhofer (sinh ngày 2 tháng 6 năm 1993) là một cầu thủ bóng đá Áo thi đấu cho SK Sturm Graz. Anh chơi ở vị trí hậu vệ, ra mắt ở Serie A ngày 12 tháng 5 năm 2013 trong trận đấu với Genoa, kết thúc không có bàn thắng.